# Бельтерецький сільський округ
Бельтере́цький сільський округ (каз. Белтерек ауылдық округі, рос. Бельтерекский сельский округ) — адміністративна одиниця у складі Жарминського району Абайської області Казахстану. Адміністративний центр — село Белтерек.
Населення — 525 осіб (2021; 813 у 2009, 1365 у 1999, 1881 у 1989).
Станом на 1989 рік існувала Бельтерецька сільська рада (села 8 Марта, Бельтерек, Карашоки, селище Баликтиколь) колишнього Чарського району. Село Карашоки було ліквідовано 2017 року.

## Склад
До складу округу входять такі населені пункти:
| Населений пункт   | Старі назви | Населення, осіб (1989) | Населення, осіб (1999) | Населення, осіб (2009) | Населення, осіб (2021) |
| ----------------- | ----------- | ---------------------- | ---------------------- | ---------------------- | ---------------------- |
| 8 Марта, село     | -           | 417                    | 377                    | 224                    | 105                    |
| Баликтиколь, село | -           | 79                     | 96                     | 59                     | 44                     |
| Белтерек, село    | Бельтерек   | 1149                   | 772                    | 438                    | 372                    |
| --Карашоки, село  | -           | 236                    | 120                    | 80                     | 2                      |
| --Шуак, село      | -           | -                      | -                      | 12                     | 2                      |